# Podophyllum delavayi
Podophyllum delavayi är en berberisväxtart som beskrevs av Adrien René Franchet. Podophyllum delavayi ingår i släktet fotblad, och familjen berberisväxter. Inga underarter finns listade i Catalogue of Life.